# Fast & Furious 9 - The Fast Saga
Fast & Furious 9 - The Fast Saga (F9: The Fast Saga), noto anche come Fast & Furious 9, è un film del 2021 diretto da Justin Lin.
La pellicola è il nono capitolo della saga Fast & Furious, sequel di Fast & Furious 8.

## Trama
Los Angeles, 1989. Jack Toretto partecipa a una gara, con i figli Dominic, Jakob, e al suo migliore amico meccanico Buddy Hubbard nella sua squadra ai box. Dom discute con il corridore rivale Kenny Linder sulle sue tattiche sporche. Quando la gara riprende, l'auto di Linder aggancia il paraurti di Jack e fa schiantare il suo veicolo contro un muro, uccidendolo all'istante con disperazione di Dom. Una settimana dopo l'incidente, Dom viene arrestato per aver quasi picchiato a morte Linder, il quale aveva spudoratamente insultato la morte del padre. Mentre sta scontando la sua pena in carcere, dove incontra per la prima volta Rico Santos e Tego Leo, Dom ricorda che Jakob aveva lavorato all'auto di Jack il giorno della sua morte e conclude che lui è responsabile della morte del padre. Dopo il rilascio, Dom affronta e sconfigge Jakob a una gara, costringendolo a lasciare la città al termine della corsa.
Nel presente, quattro anni dopo lo scontro contro la cyber-terrorista Cipher, Dom si è ritirato a vita privata, crescendo suo figlio Brian con sua moglie Letty, in isolamento dalla società. Roman Pearce, Tej Parker e Ramsey arrivano con la notizia che il Sig. Nessuno aveva catturato Cipher, ma l'aereo su cui viaggiavano era stato attaccato da un agente segreto corrotto ed è precipitato a Montequinto in America Centrale. Dom accetta di aiutarli dopo aver compreso che la sua pensione va rimandata. Cercando tra i resti dell'aereo, trovano parte di un dispositivo chiamato "Aries", che può entrare in qualsiasi arma controllata da un computer. Alla squadra viene quindi tesa un'imboscata da un esercito privato guidato da Jakob, che ruba il dispositivo. La squadra incontra Michael Stasiak in viaggio verso la loro safe house nel Mar Caspio, per poi venire raggiunti da Mia, benché Dom sia riluttante a permetterle di unirsi a loro. La squadra scopre quindi che la morte di Han è collegata all'Aries e Letty e Mia vanno a Tokyo per indagare.
Nel frattempo, Jakob incontra Otto, il suo socio e finanziatore. Cipher, che è tenuta prigioniera nella loro base, dopo non essere riuscita a influenzare Jakob, gli dice che l'altra metà dell'Aries è a Edimburgo. Dom incontra l'ex meccanico di suo padre, Buddy, che ha accolto Jakob per un anno dopo il suo esilio e lo convince a rivelare dove si trovi Jakob, scoprendo che è a Londra. Nel frattempo Letty e Mia trovano Han, ancora vivo, a lungo creduto morto dopo uno scontro con Deckard Shaw e la Yakuza quando era sconvolto e distrutto dal lutto per la scomparsa di Gisele, mentre Roman e Tej reclutano Sean Boswell, Twinkie e Earl, che hanno costruito una macchina a razzo basata su una Pontiac Fiero in una base aerea tedesca. A Londra, Dom incontra Queenie, la madre di Deckard e Owen Shaw, che gli fornisce la posizione di Jakob. Dom affronta Jakob e Otto durante un party alla villa privata di quest'ultimo, che fa arrestare Dom, ma Leysa Mirtha, una vecchia amica di Dom e sorella di Cara (ex fidanzata di Han), lo salva fingendosi agente dell'INTERPOL.
Roman, Tej e Ramsey si uniscono a Dom a Edimburgo, dove Jakob sta usando degli elettromagneti per rubare il secondo dispositivo Aries. Roman e Tej trovano il camion contenente l'elettromagnete; mentre combattono gli uomini di Otto, Ramsey ruba e guida il camion per inseguire Otto. Dom intercetta Jakob e i due combattono per tutta la città. Prima che Otto possa estrarre Jakob, Ramsey manda la sua auto fuori strada e usa l'elettromagnete per catturare Jakob.
Otto decide di reclutare Cipher per avere aiuto, iniziando a dubitare delle capacità di Jakob. Al rifugio, Han rivela che dopo la morte di Gisele, era stato avvicinato dal Sig. Nessuno per diventare un suo agente, ed assegnato a proteggere Elle (la sua pupilla) e il dispositivo Aries, poiché il DNA di Elle è la chiave di attivazione. Uno degli agenti corrotti del Sig. Nessuno, si rivelò essere Jakob. Han e il Sig. Nessuno usarono il tentativo di Deckard Shaw di uccidere Han come un modo per fingere la sua morte e consentirgli di proteggere Elle in segreto. Otto rintraccia ed attacca la safe house della squadra e libera Jakob, che rivela a Dom che Jack, volendo sfuggire ai suoi debiti, lo aveva incaricato di manomettere la sua auto di proposito in modo da poter perdere intenzionalmente la gara e pagare il suo debito e gli chiese di non dire mai niente al fratello; tuttavia a causa del modo in cui Jakob ha manomesso l'auto e dell'interferenza di Linder, Jack finì per morire accidentalmente. Jakob e Otto rapiscono Elle e prendono il secondo dispositivo Aries.
Otto lancia quindi un satellite in orbita, mentre Jakob costringe Elle ad attivare Aries. Cominciano a caricarlo sul satellite, spostandosi per Tbilisi su un camion blindato. Dom, Letty, Mia, Ramsey e Han gli danno la caccia per fermare il caricamento. Mentre Mia e Han cercano di entrare nel camion, Otto tradisce Jakob e rivela di aver collaborato con Cipher, gettandolo giù dal veicolo. Dom e Mia salvano Jakob e lui aiuta la squadra a fermare il camion. Usando l'auto a razzo, Roman e Tej entrano in orbita e distruggono il satellite, interrompendo il caricamento. Cipher, pilotando a distanza un jet, bombarda il camion, uccidendo Otto, nel tentativo di eliminare Dom. Dom usa il camion per distruggere l'aereo di Cipher, che alla fine è costretta a scappare di nuovo. Dom e Mia si riconciliano con Jakob e gli permettono di fuggire in segno di gratitudine. Roman e Tej invece vengono salvati dalla Stazione Spaziale Internazionale e tornano sani e salvi sulla Terra.
Pochi mesi dopo il team si riunisce a Los Angeles per festeggiare il successo con un barbecue nella casa in ricostruzione dei Toretto. Mentre si preparano a dire la preghiera, Brian O'Conner arriva nella sua Nissan Skyline.
In una scena a metà dei titoli di coda (ambientata quattro anni dopo), Deckard Shaw sta interrogando un criminale russo infilato in un sacco da boxe che continua a prendere a pugni, ed è sorpreso quando Han arriva alla sua porta, perché credeva che quest'ultimo fosse morto da sette anni.

## Produzione
Le riprese del film sono iniziate il 24 giugno 2019 negli studi Leavesden per poi spostarsi a Los Angeles, Edimburgo, Londra, Tbilisi e in Thailandia (Krabi, Ko Phangan, Phuket).
Nel luglio 2019 Joe Watts, stuntman di Vin Diesel, si è infortunato gravemente per un incidente sul set.

## Colonna sonora

### Tracce
1. Don Toliver, Lil Durk e Latto – Fast Lane
2. Skepta e Pop Smoke – Lane Switcha (feat. A$AP Rocky, Juicy J e Project Pat)
3. Offset, Trippie Redd, Kevin Gates, Lil Durk e King Von – Hit Em Hard
4. Ty Dolla Sign, Jack Harlow e 24kGoldn – I Won
5. Amenazzy, Farruko, Myke Towers e Rochy RD – Rapido
6. The Prodigy – Breathe (Liam H and René LaVice Re-Amp)
7. Justin Quiles, Dalex e Konshens – Real
8. Lil Tecca – Bussin Bussin
9. Anitta – Furiosa
10. Kevin Gates – Ride da Night (feat. Polo G e Teejay3k)
11. Good Gas e JP the Wavy – Bushido
12. NLE Choppa – Speed It Up (feat. Rico Nasty)
13. Jarina De Marco – Mala
14. Murci – Exotic Race (feat. Sean Paul e Dixson Waz)

## Promozione
Il 24 gennaio 2020, attraverso il canale YouTube della saga, viene annunciata la diffusione del trailer, fissata al 31 gennaio, insieme al logo del film. Il 28 gennaio Vin Diesel pubblica sul suo profilo twitter il primo poster, mentre il primo teaser trailer viene diffuso il 29 gennaio ed il trailer esteso il 31 gennaio. Un nuovo trailer viene diffuso il 7 febbraio 2021 durante il Super Bowl LV e un altro viene diffuso il 14 aprile 2021.

## Distribuzione
La pellicola, inizialmente fissata negli Stati Uniti per il 19 aprile 2019, è stata rinviata varie volte a causa della pandemia di COVID-19: prima al 22 maggio 2020, poi al 2 aprile 2021 e al 28 maggio 2021.
Le date di uscita internazionali del film nel corso del 2021 sono state:
- 19 maggio in Corea del Sud[17]
- 21 maggio in Cina, Russia, Medio Oriente, Hong Kong, Vietnam, Taiwan e Singapore[17]
- 25 giugno negli Stati Uniti d'America, Canada e Regno Unito[18]
- 18 agosto in Italia[19]

## Accoglienza

### Incassi
Nel primo giorno di programmazione nelle sale cinematografiche cinesi, il film ha incassato 59,1 milioni di dollari, arrivando a 127 milioni alla conclusione del primo fine settimana; nei primi due giorni di programmazione tra Corea del Sud, Hong Kong, Russia e Medio Oriente, ha incassato 10,7 milioni di dollari.
Fast & Furious 9 - The Fast Saga ha incassato 173 milioni di dollari nel Nord America e 553,2 nel resto del mondo, per un totale di 726,2 milioni di dollari.

### Critica
Le prime recensioni della critica hanno promosso il film, che lo hanno definito "il più folle e divertente della saga" su Rotten Tomatoes il film ottiene il 59% della Critica; Erik Davis di Fandango lo promuove come "il perfetto blockbuster estivo"; per Courtney Howard di Variety il film è "bombastico, sfacciato, grossolano, dove scene d'azione ambiziose si mescolano al dramma, Vin Diesel e John Cena sono fantastici ma Tyrese Gibson è il migliore"; David Erlich di IndieWire lo ritiene "ridicolo e inferiore ai precedenti (Fast & Furious 5 e The Fast and the Furious: Tokyo Drift) ma va verso la giusta direzione".

### Primati
Il film ha segnato il record del miglior incasso d'esordio per una pellicola hollywoodiana in Cina e del miglior incasso d'esordio internazionale dopo l'inizio della pandemia di COVID-19, superato poi da No Time to Die.

## Riconoscimenti
- 2022 - Saturn Award[25]
  - Candidatura per il miglior film d'azione/di avventura

## Sequel
Il sequel del film era stato inizialmente fissato al 2 aprile 2021, data poi occupata dal nono capitolo.
Nel giugno 2021 Tyrese Gibson ha dichiarato che i due sequel verranno girati in contemporanea: le riprese inizieranno nel gennaio 2022, mentre alla regia ci sarà ancora Justin Lin.
Nell'agosto 2021, il sequel viene fissato per il 7 aprile 2023 ma nel dicembre 2021 viene posticipato al 19 maggio 2023.